# Ботнарюк Тетяна Володимирівна
Тетяна Володимирівна Ботнарюк (рум. Tatiana Botnariuc, нар. 8 травня 1967, Дондушень, MPCP) — молдовський політик, депутат Парламенту Молдови з 2009 року, член бюро партії «Відродження».

## Освіта
Після закінчення середньої школи в 1984 році поступила на роботу в Окницький відділ Держстраху.
З 1985 по 1990 рр. навчалася в Бєльцькому педагогічному інституті імені «Аліку Руссо» за спеціальністю «Дитяча педагогіка і психологія».
Після закінчення інституту працювала в дитячому садку, і Дондушенському відділі соціального забезпечення.

## Політична діяльність
- Політичну кар'єру розпочала у 1994 році, ставши членом Комуністичної партії РМ, працювала з молоддю. Політичні погляди завжди носили лівий характер.
- У 2001 році призначена директором територіальної каси соціального страхування.
- З 2009 року — депутат парламенту від КПРМ, член комісії з охорони здоров'я і соціальних питань.
- З 1998 по 2012 рр. обиралася другим районним секретарем КПРМ по ідеології.
- У ці ж роки була вибрана в міську і районну ради Дондюшанського району.
- З 2012 — член бюро партії «Відродження»

Улюблені письменники: Джордж Оруелл, Михайло Булгаков, Сомерсет Моем.
Улюблений афоризм: «Чеснота полягає у захисті людей» (Марк Цицерон). 